# Округ Хауард (Небраска)
Округ Хауард (енгл. Howard County) је округ у америчкој савезној држави Небраска.

## Демографија
По попису из 2010. године број становника је 6.274, што је 293 (-4,5%) становника мање него 2000. године.
| Група             | 2000.         | 2010.         |
| Белци             | 6.438 (98,0%) | 6.067 (96,7%) |
| Афроамериканци    | 20 (0,3%)     | 15 (0,2%)     |
| Азијати           | 6 (0,1%)      | 12 (0,2%)     |
| Хиспаноамериканци | 66 (1,0%)     | 109 (1,7%)    |
| Укупно            | 6.567         | 6.274         |